# 狄娜
狄娜（1945年1月1日—2010年3月31日），原名梁幗馨，香港影星，生於廣東興寧，籍貫廣東新會，有「奇女子」之稱。狄娜与白韻琹、俞琤和林燕妮等皆獲得“香江才女”的美譽。
狄娜於1962年加入影壇，以性感造型拍攝過多部電影，包括《七擒七縱七色狼》、《橫衝直撞七色狼》及《大軍閥》等。息影後轉到中國大陸發展航天及人造衛星事業。1970年代，狄娜棄影從商欠下巨額債務，1974年，為躲避債務返回中國大陸，研讀馬克思理論，同時宣佈自己破產，成為香港歷史上第一位宣佈破產的人士，以無產階級姿態參與文化大革命，於4年內還清所有債務，此舉當年轟動香港。
2008年，狄娜在接受香港有綫電視《神州穿梭》採訪時初次透露她於1960年代爲中國共產黨搜集情報，後期與不少中國大陸高官商人的關係異常密切，經常進出中南海和北京航天城，也使其蒙上了神祕傳奇的色彩。

## 生平

### 早年
狄娜1945年生於廣東省興寧縣的一個律師家庭，父親梁錫洪，母親是明末武將的後人。
狄娜的父親梁錫洪在二十多歲時已成为律師、大學教授和廣東省稅務局副局長。他跟女兒相處不到一年，1950年因病跟妻女分離，1954年去世。梁錫洪與妻子在香港結婚。狄娜的母親是番禺人，祖先是明末武將，不願降清而到番禺開村，就是番禺石獅頭陳家村。她母親在梅縣懷了她，抗戰勝利後回廣州時，就在馨寧縣誕下她，故名有「馨」字——但查梅縣至廣州一路，只有「興寧」而未見「馨寧」，故「馨」字是取轉音之意，或是另有意思，待考——而「幗」字，她猜想是「巾幗」之意。她的祖父當年為新會一名大地主，有子十一，但除了四子錫炎和錫洪外，其餘皆早夭。
狄娜自小就喜歡歷史、漢學、古書，思想十分敏捷。她認為，父親打開她認識古書和好讀書之門，並教她做人要有理想，還有愛國心和以天下為己任的精神，這些思想都感染了她。她的五舅父臨終時，曾向她憶述她父親的看相本領：前者會在1955年淪為乞丐，而自己的女兒可在政治舞台一展身手，兩件事後來都應驗，使她相信看相風水等道，並認為可用科學解釋。

### 中學階段
1956年，狄娜十歲，在澳門聖羅撒女子學校過了三年寄宿生活。因為老師一次扣分，令她無法保持考試第一名的位置，感到不公平而逃離學校，之後回到香港，跟母親同住。其後三年曾在三家女子名校念過書，但因後來拍攝性感電影，校方引以為恥，雙方關係也轉差。1961年中學畢業。

### 泰國生活
1962年，狄娜被泰國首相沙立·他那叻的弟弟湯頓追求；湯頓為了得到芳心，就為她設計拍攝了一部電影《七虎殲霸》，請她當女主角演美女間諜。沙立·他那叻使狄娜能夠認識不少政治人物。17歲的狄娜初到曼谷，看到機場歡迎她這個並未演出過的「大明星」的群眾，令她對社會和政治產生了不少疑問，成為日後左傾的遠因。狄娜於2008年接受香港有線電視節目《神州穿梭》的專訪，席间談及對中國大陸三十年的改革開放政策感想時，首次承認在泰國拍戏期間，已是「間諜」身份，主要任務就是在越戰期間藉助泰國皇室關係結識國際政治人物，为中共收集情报；并說：「我第一齣電影就是扮演間諜，但他們卻不知道我在現實生活也已經在當間諜。」

### 香港生活
狄娜在泰國拍了兩部電影，1965年回港，加入國泰電影公司，鋒頭一時無兩，是同期最得令的女星。到了1960年代末，狄娜仍被片商力邀拍片，她考慮到不少電影工作人員的生計，於是答應復出。
1967年，狄娜與中國大陸游泳教練馬益彰奉子成婚，翌年誕下女兒馬天如（馬天如後變性成為「兒子」。馬益彰於1999年澄清與馬天如無血緣關係）。
1972年，狄娜加入香港無線電視，主持介紹首輪電影的電視節目《蒙太奇》，节目收视和反映都甚佳，让其成为无线电视的当家台柱。
1972年，狄娜全裸拍攝邵氏電影公司出品、由李翰祥執導的香港電影《大軍閥》，大膽裸露鏡頭轟動電影圈，該電影票房和口碑都很理想，成為了1972年香港票房第三位的電影。據男主角許冠文說，當時拍電影現場有逾一百人，但狄娜拍起那場全裸戲仍然十分大方，膽識驚人。此後，因這電影狄娜被掛上了那個她很不喜歡的「艷星」和「肉彈」稱號。
1980年，由於紀錄片電影《慘痛的戰爭》大受歡迎，於是麗的電視便製作歷史節目《細說當年》，星期一至五下午6:50分播映，共50集，每集8分鐘，麗的電視要請狄娜作為該節目的主持，主題主要是中國近代史，包括1949年開始的國共內戰、1956年的雙十事件，亦包括香港近代史，包括1963年的香港因大水荒要依賴大陸的東江水、1966年由天星小輪加價引起的警民衝突、1979年地下鐵路通車等重要事件。
1986年，41歲的狄娜成為《花花公子》封面女郎，穿的是黑色tube top晚裝。

### 中國大陸
1970年代初，受左傾思想影响，狄娜开始萌生北上回国的念头。1972年冬，新華社香港分社開始聯絡狄娜，并保持来往。当时，中國大陸文化大革命的红红火火，让狄娜體會大公無私、不怕犧牲和為人民服務的精神；于是在新华社香港分社帮助下，狄娜自己也开始低調回大陸考察。她後來回想，如果沒有婚姻，她或者已回去大陸生活，為國家效力。
1973年，她公開表態支持中國共產黨，並要求回大陸「當螺絲釘」貢獻己力，但被駐港新華社人員勸阻。
1974年，狄娜申請破產，她自己表示此举目的是「表示與資產階級及資本主義社會決裂」，要當無產階級戰士。但後來只用了4年便迅速還清所有債務，成為香港史上成功還清債項而撤銷破產令的第一人。然而當年審批案件的破產官，後來卻成為她旗下企業的財務總監。 至於她破產時欠債多少，有說是「七十萬港幣」，亦有說是「過億港幣」。
狄娜利用三年时间，鑽研馬克思和列寧的著作。此间，狄娜开始与中共官方打交道，从基层到高官，狄娜都拥有一定的人际脉络，并运用自身海外的关系，為中華人民共和國政府效力，帮忙促成中国融入国际社会。1977年至1979年期間，狄娜先后多次为中共政府奔波，包括推動中華人民共和國和美國建交，並促進雙方文化及經貿交流；参与中外军事交流和武器生意。後來她經商，範圍頗廣。
狄娜息影之後，轉攻中國航天事業。1970至80年代，狄娜先到內地發展航天事業，為內地機場建立導航系統，到1980年代末，大陆绝大多数城市的机场都采用狄娜旗下公司的卫星导航系统。1990年代，開始參與人造衛星業務。近年她參與歐盟伽利略定位系統計劃。

### 回到香港
2005年，她再回到香港主持電視歷史節目《百年中國》，其中批評近代清宮片歪曲歷史，將清朝的皇帝描寫成擁有豐功偉業，漢滿一視同仁的千載明君，企圖令人以為完全並無發生過清寇入關殘害漢人的事例如揚州十日、嘉定三屠這些比南京大屠殺殘暴程度更大的屠殺，而且之後更大興文字獄，濫殺文人，誅連九族。並指出在當時漢人眼中，清朝皇帝並不是甚麼「千載明君」，而是暴君。然後引用清末滿人「寧賣國予外人，不輕易與家奴」的言論。繼而引述部分華僑認為歪曲歷史的清宮片，應該不是漢人所投資，可能是滿族後人在改革開放後賺了錢，投資影片來為滿清招魂。以上在節目中尖锐的观点，对历史的批判，引起轩然大波，其中包括不滿自己祖先因對漢人的殘害而受批評的滿人後代。之後，她又在2006年度香港小姐競選擔任評判和主持。
2007年無線電視購入中國中央電視台的紀錄片《大國崛起》，繼續由狄娜出任節目主持並分文不收；在節目中，她對香港及中國大陸作出不少讚揚或批評，以及過往參與跨國顧問時的經驗及心得。當中在《大國崛起》的第一集，就回引自己當年參與歐盟的伽利略定位系統計劃，鼓勵葡萄牙在航天事業上進行投資，從而得到今日的成果。

### 病逝
2005年，狄娜患上初期子宮癌，為安全起見，於是她將子宮頸、子宮和其他的淋巴都一併割除。2007年時，因癌細胞蝕入膀胱，醫生建議割去膀胱。2009年，更在三個月內狄娜進行了四次大手術，當中包括3月6日、3月13日及3月19日，其中一次開刀手術，更長達二十一個小時。
2010年3月31日早上約11點10分，狄娜因子宮頸癌導致身體功能衰竭病逝，終年65歲，其死訊在翌日（4月1日）才被公開。2010年4月1日，其子馬天如透過友人陳永康，向傳媒發表以下一段說話：「我母親梁幗馨，藝名狄娜，已於三月三十一日上午11時10分與世長辭。媽媽臨走之前，要我向傳媒傳達以下一段說話：『刀槍能夠殺人，筆墨可以救人。人類的社會因為有了傳媒，人類才真正溝通成為一個體系。試想，過去人類的歷史社會在未有傳媒的時期，人類的社會是多麼的黑暗，人類的認知是如何單薄。各位傳媒朋友，請繼續你們有建設性的工作，只要你秉承良知，人類的社會就會因傳媒而進步。我懷念你，我會在另一個世界向你揮手。』以上是媽媽的話，媽媽不願意有任何公開的殯殮儀式，她想大家記得她生前的『談笑風生』，而不想大家看到她死後的『木無表情』。」

## 家庭與感情生活
1968年，狄娜與來自中國大陸的前運動教練馬益彰結婚，其个人声称為的是證明自己的正義感，不羡財富名氣，狄娜与馬益彰未结婚前已怀孕，並於1969年2月誕下女兒馬天如。1972年離婚。 她的離婚事件，據當年的「八卦雜誌」所報導，與李志中及劉家傑有關。當年的《明報周刊》更把劉家傑「狂追」狄娜的新聞炒作得很厲害。
女儿馬天如自小被狄娜安排到瑞士入讀貴族女校（少女時代的英國皇妃戴安娜亦曾讀該校），懂六門語言，曾被不少富豪第二代追求。但她一直想當男生，討厭穿裙，更於25歲決定接受變性手術。長達7年的變性手術後，馬天如成為男性，洋名 Michael，居於歐洲，有女朋友，尚未結婚。馬天如變性的新聞，曾在香港的娛樂周刊報導過。1999年，狄娜的前夫馬益彰澄清與馬天如無血緣關係。
狄娜的最後一任丈夫是羅宇，倆人於1990年結婚。羅宇出生於陝西省延安市，父親羅瑞卿是中共開國大將，在中共建國時期擔任公安部長，負責領導人毛澤東的警衛工作，是毛澤東心腹。文革期間羅瑞卿受到迫害，被打成「彭羅陸楊反黨集團」成員之一，因不願面對紅衛兵的批鬥曾經跳樓，結果釀成重傷；羅宇亦曾入獄五年。文革後，羅瑞卿獲平反復出成為軍委，羅宇亦加入總參謀部裝備部空軍處。1988年羅宇獲授大校軍銜。1989年六四事件爆發時，他正隨團赴歐洲出席法國航空展，因不滿中共以解放軍武力鎮壓學生和百姓而留歐逾期不歸回中國，他隨後辭職獲批准。1990年羅宇和狄娜結婚後，曾參與其貿易公司業務，之後隱居於狄娜在葡萄牙南部的住宅。1992年，中共軍委主席江澤民下令開除羅宇的軍籍及黨籍。2010年狄娜病逝後，羅宇移居美國。

## 迭聞

### 裙下之臣
狄娜多年來的裙下之臣無數，有追求者為她離婚，甚至自殺，狄娜自言一生花了一半的時間勸人不要愛她。例如，當年她主持介紹電影的無綫節目《蒙太奇》時，與拍檔劉家傑及節目監製李志中爆出三角戀，李志中曾經為她狂吞八十多粒安眠藥，企圖以死證愛，更為了狄娜終身不娶，直至逝世仍孑然一身。香港知名作曲家兼填詞人黃霑亦曾追求她，狄娜透露黃霑不但主動邀約食飯，每次見面更定必贈她一支玫瑰花，喜歡講粗口的他亦甘願在狄娜面前戒粗口。當年泰國總理的弟弟為了得到她的芳心，出資邀請她到泰國拍攝電影，當時只有17歲的狄娜遂報大歲數申請證件出國，但拍攝期間卻惹來同片兩位男演員Mits及德憲的熱烈追求，德憲更不惜以俄羅斯輪盤玩命來示愛，最後泰國總理勒令Mits剃頭，作為Mits與弟弟爭奪狄娜的懲罰。在狄娜在自傳《電影：我的荒謬》中，她感嘆厭倦被人垂涎美色。30歲時她想，40歲後會改變男人對她的注意；豈知事與願違，她到了60歲，追求者仍然有多無少。

### 被劫匪挾持
1992年，有劫匪闖入狄娜的山頂豪宅，用槍指嚇她和家人。當事人暗中報警，其後劫匪挾持狄娜逃走，場面驚險。最後因賊槍失靈射不出子彈，狄娜趁機掙扎逃開脫險，最終劫匪死於警察亂槍之下。

### 旗袍
狄娜喜歡穿旗袍，尤喜歡穿窄身、胸前開洞的旗袍。她曾將41件長衫捐給香港歷史博物館，都是她在香港娛樂事業最輝煌的1950至60年代縫製的，當中包括她常愛穿的那種在胸前開洞的旗袍。2014年1月香港歷史博物館的《百年時尚：香港長衫故事》展覽，展品便包括了狄娜捐出的長衫。

### 深呼吸
狄娜說話時經常會深呼吸透氣，深呼吸成為這位性感尤物的標誌。

### 葡萄牙南部莊園
狄娜在葡萄牙南部的家「馨苑」（Hing Villa），是一間面積巨大的莊園豪宅，有約三十萬呎，狄娜是該區唯一的華人地主，亦是唯一的女性。莊園養了一千條錦鯉，更有幾隻孔雀。

### 麻將代號
狄娜素有「奇女子」之稱，時至今日，香港人仍然以「狄娜」作為麻將牌裡「二筒」的代號，不過狄娜對此卻不以為然，多次表示“這僅是香港這種保守的父權社會對女性的揶揄”。

## 評論
香港國際關係學者沈旭暉評論狄娜時，稱她作為一個「白手套」，是遠比前任香港民政事務局局長何志平成功。狄娜在20世紀後半葉以香港公司的名義，將大量政治經濟、軍事科技情報及技術等輸入當時資訊不流通、甚至受到封鎖的中國大陸，對於當時仍未加入世界貿易組織的中國而言，這個「香港軍火白手套」極具價值。

## 演出作品
狄娜1962年加入電影圈，曾拍攝風月片。在1975年息影前，狄娜拍片共54部，包括了楊權導演的《七擒七縱七色狼》和《橫沖直撞七色狼》。1972年拍邵氏風月笑片《大軍閥》，有裸露鏡頭，在當年十分轰動。

### 電視節目
参與的電視節目有：
- 得咗 (1969年，麗的映聲)
- 狄娜與我 (1969年，麗的映聲)
- 香港節小姐競選（1969年，麗的映聲）[31]
- 蒙太奇 (1972-1976年，無綫電視)
- 1975年度香港小姐競選（1975年，無綫電視）
- 電視劇CID第9集單元 飾演 Frances （1976年，無綫電視）
- 縱橫 (1978年，麗的電視)
- 細說當年 (1980年，麗的電視)
- 1986年度電視先生選舉大會評判 （1986年，亞洲電視）
- 星星之火 (1987年，亞洲電視)
- 港人講事 (1990年，亞洲電視)
- 百年中國 (2005年，無綫電視)
- 志雲飯局嘉賓 (2006年，無綫電視)
- 2006年度香港小姐競選大會評判（2006年，無綫電視）
- 大国崛起 (2007年 香港版由電視廣播有限公司製作，狄娜擔任主持)
- 神州穿梭－巨變三十年 (2008年)（香港有線電視財經資訊台紀念中国改革开放三十年制作的新闻节目，狄娜为采访嘉宾）

### 電影
- 英雄膽 (1967)
- 血酒紅玫瑰 (1968)
- 千手佛 (1968) ... 莫麗莎
- 游龍戲鳳 (1968) ... 麗娜
- 逃 (1968)
- 太太萬歲 (1968)
- 麒麟寨 (1968)
- 神弓 (1968)
- 波斯貓 (1968)
- 聰明太太笨丈夫(1969)
- 餐搵餐食餐餐有 (1969)
- 一劍香 (1969)
- 說謊的人 (1969)
- 獵人 (1969)
- 冷暖青春 (1969)
- 得咗 (1969)...天娜(Tina)
- 人頭馬 (1969)
- 滿天神佛 (1969)
- 一代棍王 (1970) ... 徐美美
- 滿肚密圈 (1970)
- 滿天星斗 (1970)
- 神探一號 ( (1970)
- 七擒七縱七色狼 (1970) ... 艷娜
- 七擒七縱七色狼之續集(1970)
- 花心財神  (1970)
- 昨天今天明天  (1970)
- 浪子與修女  (1971)
- 一劍勾魂  (1971)
- 迷你老爺車  (1971)
- 大軍閥  (1972) ... 四姨太
- 福祿壽遊南洋 (1973)
- 七彩滿天神佛 (1975)
- 暴發戶 （1979）...天娜(Tina)

## 著作
- 狄娜（2010）。《電影：我的荒謬》。香港：紅出版。《電影－－我的荒謬》（页面存档备份，存于）
- 狄娜（2010）。《人生傳奇》。香港：紅出版。《人生傳奇》（页面存档备份，存于）
- 狄娜（2009）。《戰道：北京大商戰》。香港：紅出版。《戰道－－北京大商戰》（页面存档备份，存于）
- 狄娜（2009）。《戰道：國際大商戰》。香港：紅出版。《戰道－－國際大商戰》（页面存档备份，存于）
- 狄娜（2008）。《從母到友》。香港：天原文化企劃。[32]

## 影視媒體形象
- 《香港傳奇人物之周德根傳》：1991年電視電影，片中在台慶節目上訪問周德根的主持人，影射曾在亞洲電視五周年台慶上訪問邱德根的狄娜。
- 《難兄難弟》：1997年電視劇，由梁詠琳飾演狄嬅／梁玉嬅，影射狄娜。
- 《精裝難兄難弟》：1997年電影，由麥家琪飾演狄嫲，影射狄娜。
- 《影城大亨》：2000年電視劇，由麥家琪飾演狄樺，影射狄娜。
- 《鬼馬狂想曲》：2004年電影，由鍾麗緹飾演林亞珍，模仿狄娜。
- 《十六不搭喜趣來》：2007至08年電視劇，由張文慈飾演Tina，影射狄娜。

## 相關參考
- 《志雲飯局》 第十三集（2006年8月26日）
- 《大國崛起》
- 〈訪問梁幗馨〉。梁幗馨就是狄娜的原名。這篇訪問由吳仲賢（1946-1994）負責、整理，以「劉敏材」的筆名發表於1986年9月的《花花公子》中文版第二期之上。
- 《大志未竟——吳仲賢文集》（香港，樂文書店發行，1997年2月初版，國際書號962-85102-1-5），訪問編於874至891頁。